# Margit Beke
Margit Beke, född 1890, död 1988, var en ungersk översättare och författare.
Beke var den första som översatte skandinavisk litteratur till ungerska direkt från originalspråken, bland andra Knut Hamsun, Sigrid Undset och Selma Lagerlöf. Sammanlagt översatte hon över femtio centrala romaner. Dessutom översatte hon delar av Eddan samt ett flertal nordiska folksagor.